# 墨西哥華雷斯殖民地聖殿
墨西哥華雷斯殖民地聖殿是耶穌基督後期聖徒教會運行的聖殿。
該座聖殿位於一個小鎮叫做華雷斯殖民地（Colonia Juárez）的西邊山丘上在墨西哥的奇瓦瓦州。聖殿俯瞰肥沃的山谷。它是耶穌基督後期聖徒教會在美國外第一座建造的小聖殿。截至 2017 年，它是教會最小的聖殿。
華雷斯殖民地鎮位于德克萨斯州埃尔帕索和奇瓦瓦州华雷斯城的美墨边境西南约 200 英里（320公里）处。小镇只有两家商店、三間餐廳、几所学校和衆多农场。 墨西哥華雷斯殖民地聖殿为美国和墨西哥的教会成员提供服务。在建设的最后阶段，来自两国的教会成员一起进行景观美化、清洁聖殿的内部和外部以及清洗窗户。
當時教會的總會會長席戈登·興格萊 (Gordon B. Hinckley)于 1999 年 3 月 6 日奉献了墨西哥華雷斯殖民地聖殿。聖殿共有6,800平方英尺（630平方），1个教儀室和1个印證室。

## 外部鏈接
- 官方墨西哥華雷斯聖殿頁面 （页面存档备份，存于）
- 墨西哥華雷斯殖民地聖殿頁面 （页面存档备份，存于）